# Inimutaba
Inimutaba is een gemeente in de Braziliaanse deelstaat Minas Gerais. De gemeente telt 6.713 inwoners (schatting 2009).

## Aangrenzende gemeenten
De gemeente grenst aan Curvelo en Presidente Juscelino.